# SN 2003lk
SN 2003lk – supernowa typu Ia odkryta 15 grudnia 2003 roku w galaktyce A021112-0413. W momencie odkrycia miała maksymalną jasność 22,80m.